# Prvenstvo Avstralije 1960
Prvenstvo Avstralije 1960 v tenisu.

## Moški posamično
Rod Laver :  Neale Fraser, 5–7, 3–6, 6–3, 8–6, 8–6

## Ženske posamično
Margaret Court :  Jan Lehane, 7–5, 6–2

## Moške dvojice
Rod Laver /  Robert Mark :  Roy Emerson /  Neale Fraser, 1–6, 6–2, 6–4, 6–4

## Ženske dvojice
Maria Bueno /  Christine Truman :  Lorraine Coghlan /  Margaret Court, 6–2, 5–7, 6–2

## Mešane dvojice
Jan Lehane O'Neill /  Trevor Fancutt :   Martin Mulligan /  Christine Truman, 6–2, 7–5